# Coca-Cola Triangular Series 1998
Die Coca-Cola Triangular Series 1998 war ein Drei-Nationen-Turnier, das vom 14. bis zum 31. Mai 1998 in Indien im One-Day Cricket ausgetragen wurde. Bei dem zur internationalen Cricket-Saison 1998 gehörenden Turnier nahmen neben dem Gastgeber die Mannschaften aus Bangladesch und Kenia teil. Im Finale konnte sich Indien mit 9 Wickets gegen Kenia durchsetzen.

## Vorgeschichte
Für alle Mannschaften war es die erste Tour der Saison.

## Format
In einer Vorrunde spielte jede Mannschaft gegen jede zweimal. Für einen Sieg gab es zwei Punkte, für ein Unentschieden oder eine Absage einen. Die beiden Gruppenersten qualifizierten sich für das Finale und spielten um den Turniersieg.

## Stadien
Die folgenden Stadien wurden für das Wettbewerb als Austragungsort vorgesehen.
| Stadion                                      | Stadt     | Kapazität |
| -------------------------------------------- | --------- | --------- |
| M. Chinnaswamy Stadium                       | Bangalore | 42.000    |
| M. A. Chidambaram Stadium                    | Chennai   | 38.000    |
| Captain Roop Singh Stadium                   | Gwalior   | 45.000    |
| Lal Bahadur Shastri Stadium                  | Hyderabad | 25.000    |
| Eden Gardens                                 | Kolkata   | 82.000    |
| Punjab Cricket Association IS Bindra Stadium | Mohali    | 23.000    |
| Wankhede Stadium                             | Mumbai    | 33.108    |

## Spiele

### Vorrunde
Tabelle
| Teams       | Sp. | S | N | U | R | A | Punkte | NRR    |
| ----------- | --- | - | - | - | - | - | ------ | ------ |
| Indien      | 4   | 3 | 1 | 0 | 0 | 0 | 6      | +0.265 |
| Kenia       | 4   | 2 | 2 | 0 | 0 | 0 | 4      | +0.362 |
| Bangladesch | 4   | 1 | 3 | 0 | 0 | 0 | 2      | −0.662 |

Sieg: 2 Punkte; Remis: 1 Punkte
Spiele
| 14. Mai Scorecard | Mohali | Bangladesch 184-9 (50)       | – | Indien 185-5 (45.2) |
|                   |        | Indien gewinnt mit 5 Wickets |   |                     |

| 17. Mai Scorecard | Hyderabad | Kenia 236 (49)                    | – | Bangladesch 237-4 (48) |
|                   |           | Bangladesch gewinnt mit 6 Wickets |   |                        |

| 20. Mai Scorecard | Bangalore | Kenia 223-9 (50)             | – | Indien 224-6 (47) |
|                   |           | Indien gewinnt mit 4 Wickets |   |                   |

| 23. Mai Scorecard | Chennai | Kenia 226-8 (50)          | – | Bangladesch 198 (46.2/49) |
|                   |         | Kenia gewinnt mit 28 Runs |   |                           |

| 25. Mai Scorecard | Mumbai | Bangladesch 115 (36.3)       | – | Indien 116-5 (29.2) |
|                   |        | Indien gewinnt mit 5 Wickets |   |                     |

| 28. Mai Scorecard | Gwalior | Kenia 265-5 (50)          | – | Indien 196 (47.1) |
|                   |         | Kenia gewinnt mit 69 Runs |   |                   |

### Finale
| 31. Mai Scorecard | Kolkata | Kenia 196 (46.3)             | – | Indien 197-1 (35) |
|                   |         | Indien gewinnt mit 9 Wickets |   |                   |